# Ianiropsis neglecta
Ianiropsis neglecta là một loài chân đều trong họ Janiridae. Loài này được Chilton miêu tả khoa học năm 1909.